# Кюн, Габриеле
Габриеле «Габи» Кюн (нем. Gabriele "Gabi" Kühn; род. 11 марта 1957, Дрезден), в девичестве Лос (нем. Lohs) — немецкая гребчиха, выступавшая за сборную ГДР по академической гребле во второй половине 1970-х годов. Двукратная олимпийская чемпионка, чемпионка мира, победительница многих регат национального и международного значения.

## Биография
Габриеле Лос родилась 11 марта 1957 года в Дрездене, ГДР. Проходила подготовку в местном спортивном клубе «Айнхайт Дрезден».
Впервые заявила о себе в гребле в 1972 году, когда стала чемпионкой ГДР среди юниоров. В 1975 году выиграла Спартакиаду ГДР и вновь победила на юниорском национальном первенстве.
Благодаря череде удачных выступлений удостоилась права защищать честь страны на летних Олимпийских играх 1976 года в Монреале — совместно с Карин Метце, Бианкой Шведе, Андреа Курт и рулевой Забине Хес завоевала золотую медаль в программе распашных рулевых четвёрок.
После монреальской Олимпиады Лос осталась в составе гребной команды ГДР и продолжила принимать участие в крупнейших международных регатах. Так, в 1977 году она в восьмёрках одержала победу на чемпионате мира в Амстердаме.
В 1978 году, выступая уже под фамилией мужа Кюн, побывала на мировом первенстве в Карапиро, откуда привезла награду серебряного достоинства, выигранную в восьмёрках — в финале их команду обошёл только экипаж из СССР.
Находясь в числе лидеров восточногерманской национальной сборной, Габриеле Кюн благополучно прошла отбор на Олимпийские игры 1980 года в Москве — в составе команды, куда также вошли гребчихи Мартина Бёслер, Керстен Найссер, Кристиане Кёпке, Биргит Шюц, Илона Рихтер, Марита Зандиг, Карин Метце и рулевая Марина Вильке, заняла первое место в распашных рулевых восьмёрках, завоевав тем самым вторую золотую олимпийскую медаль.
За выдающиеся спортивные достижения дважды награждалась орденом «За заслуги перед Отечеством» в серебре (1976, 1980).
Завершив спортивную карьеру, работала в сфере гражданского строительства. Её приёмный сын Питер Чиполлоне тоже стал известным гребцом, в составе сборной США становился олимпийским чемпионом и чемпионом мира.